# Richard Hildebrandt
Richard Hermann Hildebrandt (Worms, 13 maart 1897 - Bydgoszcz, 10 maart 1951) was een Duitse SS-Obergruppenführer (luitenant-generaal). Hij was generaal in de Waffen-SS en in de tijd van het nationaalsocialisme was hij Rijksdagafgevaardigde voor NSDAP. Na de oorlog is hij als oorlogsmisdadiger tot de dood veroordeeld.

## Leven
Richard Hildebrandt was een zoon van keramiekfabrikant Albert Hildebrandt (burgemeester van Windsheim 1930-1933) en had vijf broers. Hij ging naar het humanistisch gymnasium in Worms, Frankfurt am Main alsmede in Dorsten. Nadat hij zijn eindexamen had afgelegd in mei 1915, nam hij tot november 1918 deel aan de Eerste Wereldoorlog met als eindrang Leutnant. Daarop volgde een tijd als vrijwillige verkoper bij zijn vader in zijn fabriek. Hildebrandt studeerde vanaf 1919 tot 1921 algemene economie, taal, geschiedenis en kunstgeschiedenis in Keulen en München zonder deze studies af te ronden.

### NSDAP
In augustus 1922 (maar de karteikarte Hildebrandt geeft aan 1 juni 1928) werd hij lid van de NSDAP. Vanaf juni 1923 was hij lid van de SA. In september 1923 nam hij deel aan de Duitse Dag (Deutschen Tag) en de Bierkellerputsch. Na het NSDAP-verbod was Hildebrandt lid van het Vrijkorps Oberland waar hij als districtsleider fungeerde.
In het voorjaar van 1928 maakte hij in de Verenigde Staten een trektocht. Hij voorzag in zijn levensonderhoud als akkerbouwer en ambachtsman en bij een exporteur van boeken in New York. In juli 1928 trad hij opnieuw tot de NSDAP Ortsgruppe New York toe. In mei 1930 keerde hij naar Duitsland terug. Hij vervulde functies in de NSDAP. Eerst was Hildebrandt als Ortsgruppenleiter in Bad Windsheim en kort daarop als districtsleider Bad Windsheim in de gouw Midden-Franken actief.

### Schutzstaffel
In februari 1931 wisselde hij van de SA naar de SS. Er volgden functies als Stabsführer en adjudant van Sepp Dietrich. Op 24 juni 1931 werd hij als Sturmführer in de staf van de SS-Abschnitts I (München) geplaatst. Dan vanaf 17 augustus 1931 tot 1 oktober 1932 als SS-adjudant in de Abschnitts I (met terugwerkende kracht vanaf 18 augustus 1931). Vanaf 14 augustus 1931 tot 1 juli 1932 was hij tegelijk Stabsführer en adjudant van de SS-Brigade Süd (München). In deze hoedanigheid was hij lid van de Oberste SA-Führung (OSAF). 

### Nationaalsocialisme
Op 30 januari 1933 werd Hildebrandt na een conflict met Julius Streicher overgeplaatst naar SS-Gruppe West. Vlak na zijn bevordering tot SS-Brigadeführer op 9 november 1933, nam  Hildebrandt de leiding van SS-Abschnitte XXI in Görlitz over, die hij vanaf 12 januari 1934 tot 15 april 1935 voerde. 
Tijdens de Nacht van de Lange Messen liet Hildebrandt vier burgers van Hirschberg im Riesengebirge, waaronder een Joodse arts Alexander Zweig en zijn Arische vrouw alsmede twee Joodse naar men zegt communistische arbeiders in Landeshut vermoorden.
Vanaf midden april 1935 was hij hoofdzakelijk leider van de SS-Abschnitte XI in Wiesbaden en aanvang januari 1937 ook van de SS-Oberabschnitte Rijn. Aanvang april 1935 volgde aansluitend zijn benoeming tot HSSPF Rijn, deze post bekleedde hij tot oktober 1939. 
In 1933 werd hij tot Pruisisch raadslid benoemd. Vanaf november 1933 tot het einde van het Derde Rijk zat hij als parlementslid in de Rijksdag. Eerst voor kieskring 7 (Breslau) en vanaf 1936 voor kieskring 19 (Hessen-Nassau).

## Tweede Wereldoorlog
Vanaf oktober 1939 tot april 1943 was Hildebrandt HSSPF Danzig-West-Pruisen. En leider van de SS-Oberabschnitts Weichsel en ook gelastigde voor Reichskommissariat für die Festigung des deutschen Volkstums in Danzig-West-Pruisen. Hildebrandt werd als HSSPF uit zijn ambt gezet na een competentiegeschil met gouwleider Albert Forster. In die functie speelde hij een belangrijke rol in het deporteren en vermoorden van Joden uit het Balticum. Door zijn toedoen werd concentratiekamp Stutthof opgericht.
Van april 1940 tot juli 1942 was hij ook lid van het Volksgerichtshof. Op 30 januari 1942 werd Hildebrandt tot SS-Obergruppenführer en General der Polizei bevorderd. Hij was vanaf 20 april 1943 tot het einde van de Tweede Wereldoorlog hoofd van het SS-Rasse und Siedlungshauptamt. Vanaf december 1943 was Hildebrandt waarnemend HSSPF Zwarte Zee met zijn kantoor in Breslau. Vanaf eind februari 1945 was hij ook HSSPF Südost, waar hij als verbindingsofficier fungeerde tussen de RFSS en Heeresgruppe Mitte. In december 1944 werd hij tot General der Waffen-SS bevorderd. In april 1945 tijdens de eindfase van de Tweede Wereldoorlog werd  Hildebrandt nog tot Höherer SS- und Polizeiführer Bohemen en Moravië benoemd met zijn kantoor in Praag.

## Na de oorlog

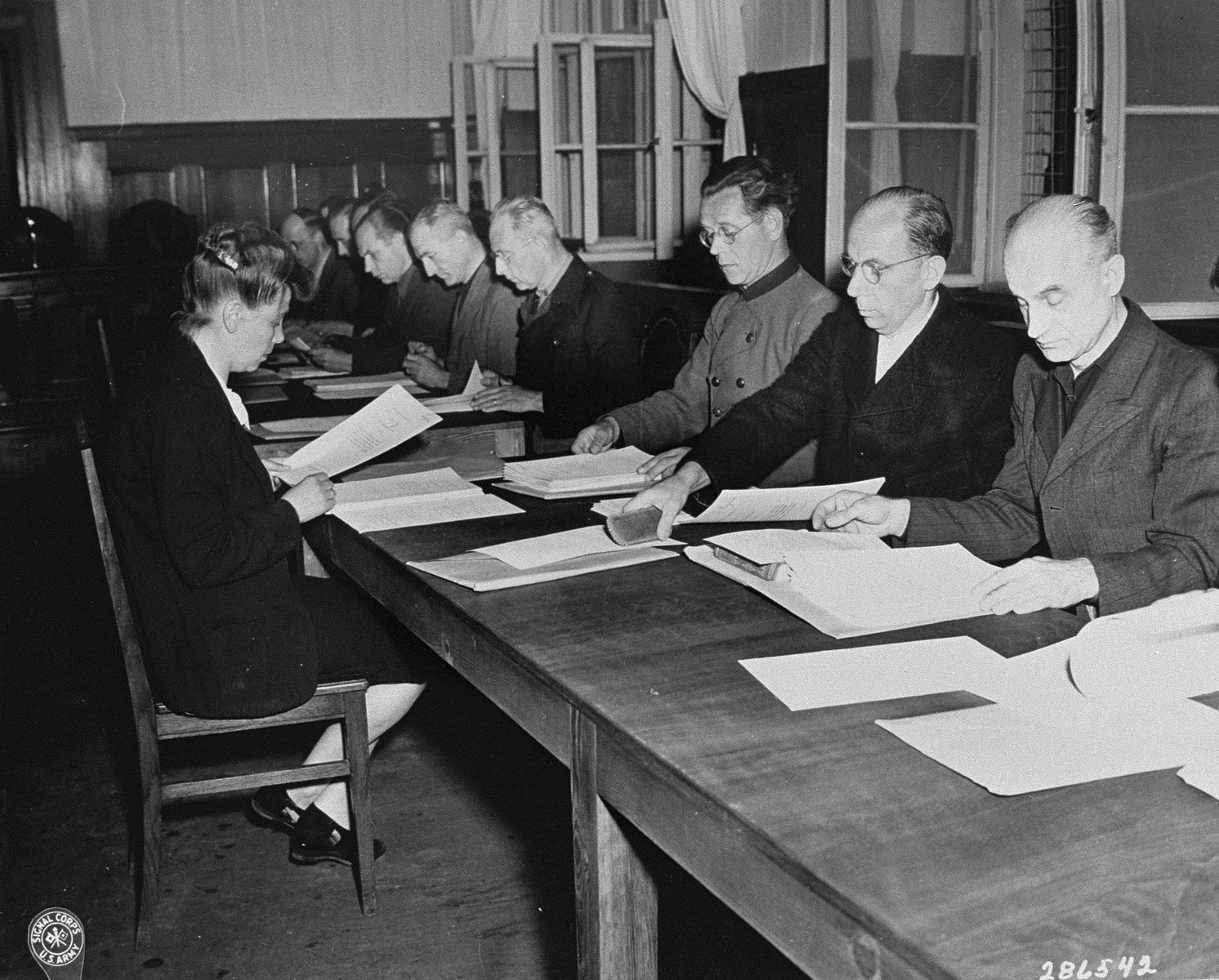
De 14 RuSHA-verdachten lezen de aanklachten tegen hen (Hildebrandt de eerste van rechts).

Op 24 december 1945 werd Hildebrandt in Wiesbaden gevangengenomen. Op 10 maart 1948 werd hem in het Proces Rasse- und Siedlungshauptamt der SS wegens oorlogsmisdaden, misdaden tegen de menselijkheid en lidmaatschap van een criminele organisatie veroordeeld tot 25 jaar werkkamp.
Aansluitend werd hij uitgeleverd aan Polen, waar hij samen met Max Henze in een proces op 4 november 1949 wegens zijn aandeel in Danzig-West-Pruisen tot de dood veroordeeld werd. Op 25 november 1949 werd het oordeel door de Hooggerechtshof in Warschau bekrachtigd. Bij zijn vergeefse gratieverzoek beweerde hij: "Ik kan u verzekeren op mijn erewoord, dat mijn geweten zuiver is". Op 10 maart 1951 werd Hildebrandt terechtgesteld.

## Familie
Hildebrandt was getrouwd (1928) met Johanna (Hansi) Fischer (26 juni 1903, Bamberg), zij hadden drie kinderen: twee zonen (een heette Wolfgang) (14 maart 1932 en 6 juli 1936, Danzig) een dochter (7 september 1934, Danzig). Hij had ook vijf broers, namelijk Wilhelm Hildebrandt (1898), over hem is niets bekend. En Otto Hildebrandt (Windsheim, 1899-1967). Friedrich (Fritz) Hildebrandt, Karl Hildebrandt (1894) en Ernst Hildebrandt (1895).

## Carrière
Hildebrandt bekleedde verschillende rangen in zowel de Allgemeine-SS als Waffen-SS. De volgende tabel laat zien dat de bevorderingen niet synchroon liepen.
| Datum             | Deutsches Heer       | Allgemeine-SS        | Politie                       | Waffen-SS                |
| ----------------- | -------------------- | -------------------- | ----------------------------- | ------------------------ |
| 15 mei 1915       | Kriegsfreiwilliger   | —                    | —                             | —                        |
| Februari 1918     | Leutnant der Reserve | —                    | —                             | —                        |
| 24 juni 1931      | —                    | SS-Sturmführer       | —                             | —                        |
| 14 oktober 1931   | —                    | SS-Sturmbannführer   | —                             | —                        |
| 18 oktober 1931   | —                    | SS-Standartenführer  | —                             | —                        |
| 1 januari 1932    | —                    | SS-Oberführer        | —                             | —                        |
| 9 november 1933   | —                    | SS-Brigadeführer     | —                             | —                        |
| 13 september 1936 | —                    | SS-Gruppenführer     | —                             | —                        |
| 10 april 1941     | —                    | —                    | Generalleutnant in de politie | —                        |
| 30 januari 1942   | —                    | SS-Obergruppenführer | Generaal in de politie        | —                        |
| 1 december 1944   | —                    | —                    | —                             | Generaal in de Waffen-SS |

## Lidmaatschapsnummers
- NSDAP-nr.: 89 221[20](augustus 1922, maar de karteikarte Hildebrandt geeft aan 1 juni 1928[3][14][19])
- SS-nr.: 7088[20] (februari 1931[3][14][19])

## Onderscheidingen
Selectie:
- IJzeren Kruis 1939, 1e Klasse op 18 augustus 1944[10][14]
- IJzeren Kruis 1914, 2e Klasse[10][14]
- Herhalingsgesp bij IJzeren Kruis 1939, 2e Klasse op 10 april 1944[10]
- Gouden Ereteken van de NSDAP[3][14] in 1934[10]
- Kruis voor Oorlogsverdienste, 1e klasse[14] (1942)  en 2e klasse[14] (24 februari 1941) met Zwaarden[10]
- Sportinsigne van de SA in goud[3][14][20][21]
- Julleuchter der SS[3] op 16 december 1935[10]